# Castello di Medusa
Castello di Medusa este o arie protejată (sit de importanță comunitară — SCI) din Italia întinsă pe o suprafață de 493 ha, integral pe uscat.

## Localizare
Centrul sitului Castello di Medusa este situat la coordonatele 39°53′07″N 8°58′05″E / 39.8852°N 8.968°E.

## Înființare
Situl Castello di Medusa a fost declarat sit de importanță comunitară în octombrie 2012 pentru a proteja 1 specie de plante și 14 specii de animale.

## Biodiversitate
Situată în ecoregiunea mediteraneană, aria protejată conține 9 habitate naturale: Pante stâncoase calcaroase cu vegetație casmofită, Tufărișuri termo-mediteraneene și de pre-deșert, Pseudostepă cu ierburi și specii anuale de Thero-Brachypodietea, Păduri de Quercus suber, Galerii de Salix alba și de Populus alba, Galerii și tufărișuri riverane sudice (Nerio-Tamaricetea și Securinegion tinctoriae), Peșteri inaccesibile publicului, Păduri de Quercus ilex și Quercus rotundifolia, Păduri de Olea și Ceratonia.
La baza desemnării sitului se află mai multe specii protejate:
- plante (1): Brassica insularis
- păsări (8): uliu porumbar (Accipiter gentilis arrigonii), pescăruș albastru (Alcedo atthis), Alectoris barbara, fâsă-de-câmp (Anthus campestris), caprimulg (Caprimulgus europaeus), șoim călător (Falco peregrinus), Sylvia sarda, silvie de tufiș (Sylvia undata)
- amfibieni (1): Speleomantes imperialis
- mamifere (4): liliac cu aripi lungi (Miniopterus schreibersii), liliacul mare cu potcoavă (Rhinolophus ferrumequinum), liliacul mic cu potcoavă (Rhinolophus hipposideros), liliacul cu potcoavă a lui méhely (Rhinolophus mehelyi)
- reptile (1): Euleptes europaea

Pe lângă speciile protejate, pe teritoriul sitului au mai fost identificate 33 de specii de păsări, 2 specii de amfibieni.